# Dorsale Patrimonio
Le dorsale Patrimonio (in inglese: Heritage Range) è una delle più estese catene montuose dell'Antartide. Situata sul margine occidentale della piattaforma glaciale Filchner-Ronne, sulla costa di Zumberge, nella Terra di Ellsworth, questa catena raggiunge una larghezza di 48 km ed è lunga circa 160 km in una configurazione nord-sud.
La dorsale fa parte della catena dei monti Ellsworth, di cui costituisce il troncone meridionale, situato a sud del ghiacciaio Minnesota, e a sua volta contiene altri gruppi montuosi più piccoli ricchi di picchi, scarpate, nunatak e ghiacciai.

## Storia
La regione settentrionale della dorsale fu probabilmente avvistata per la prima volta il 23 novembre 1935 da Lincoln Ellsworth nel corso di un volo trans-antartico dall'isola Dundee alla barriera di Ross. Il 14 dicembre 1959 la porzione meridionale fu invece avvistata per la prima volta da Edward C. Thiel, J. C. Craddock e E. S. Robinson, durante un volo di ricognizione partito dalla Stazione Byrd. La stessa squadra atterrò poi, il 26 dicembre dello stesso anno, su un ghiacciaio nei pressi del picco Pipa, nella regione nord-occidentale della dorsale.
Durante le stagioni 1962-63 e 1963-64, l'Università del Minnesota inviò spedizioni esplorative al fine di compiere ricognizione geologiche e cartografiche della dorsale. L'intera catena venne poi mappata dallo United States Geological Survey grazie a fotografie aeree scattate dalla Marina militare statunitense tra 1961 e il 1966. La dorsale Patrimonio fu infine così battezzata dal Comitato consultivo dei nomi antartici in associazione con il fatto che quasi tutte le formazioni presenti in essa avevano ricevuto toponimi relativi al patrimonio culturale degli Stati Uniti d'America.

## Mappe
Di seguito una serie di mappe in scala 1:250.000 realizzate dallo USGS:

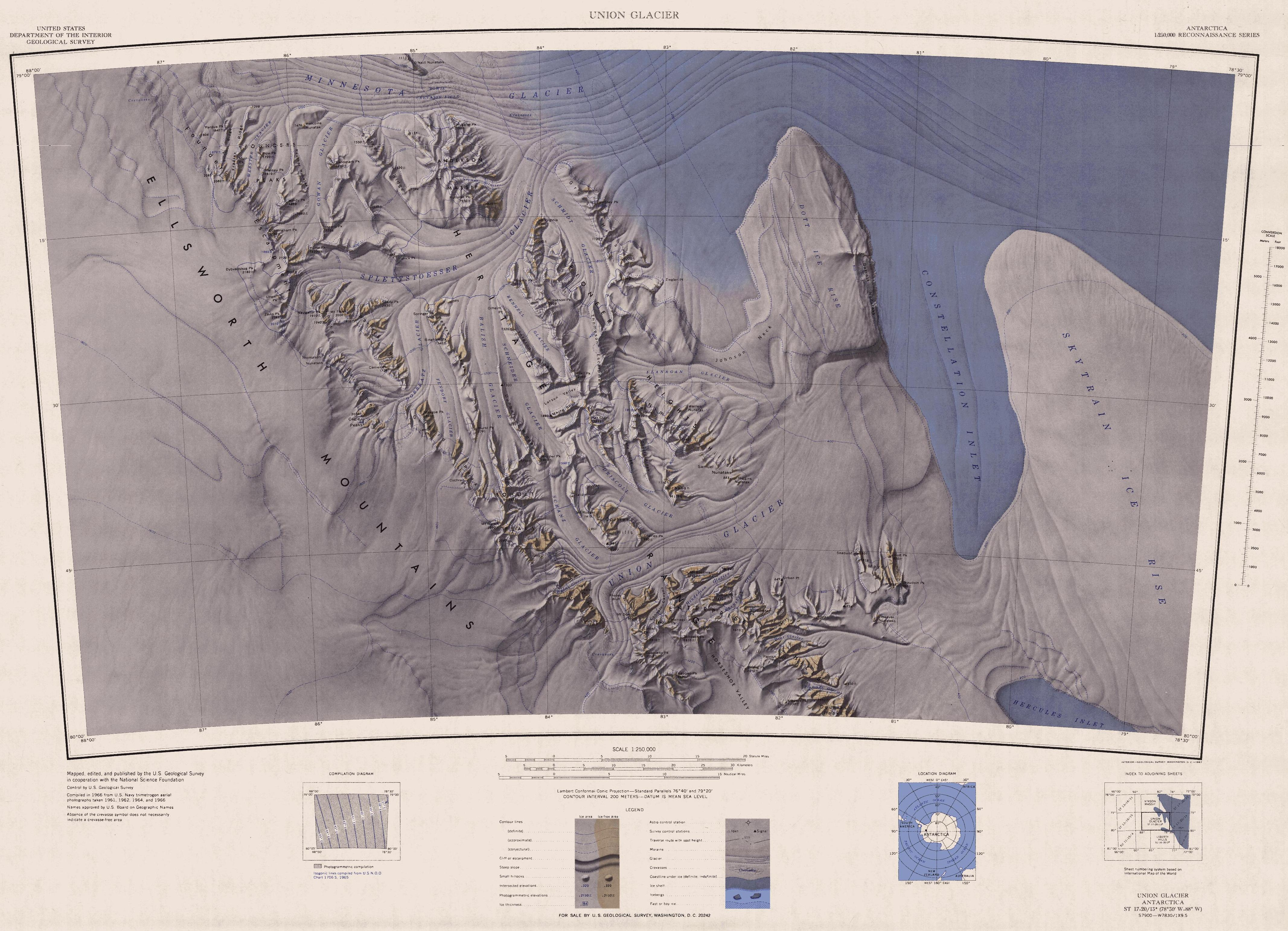
La parte settentrionale della dorsale.
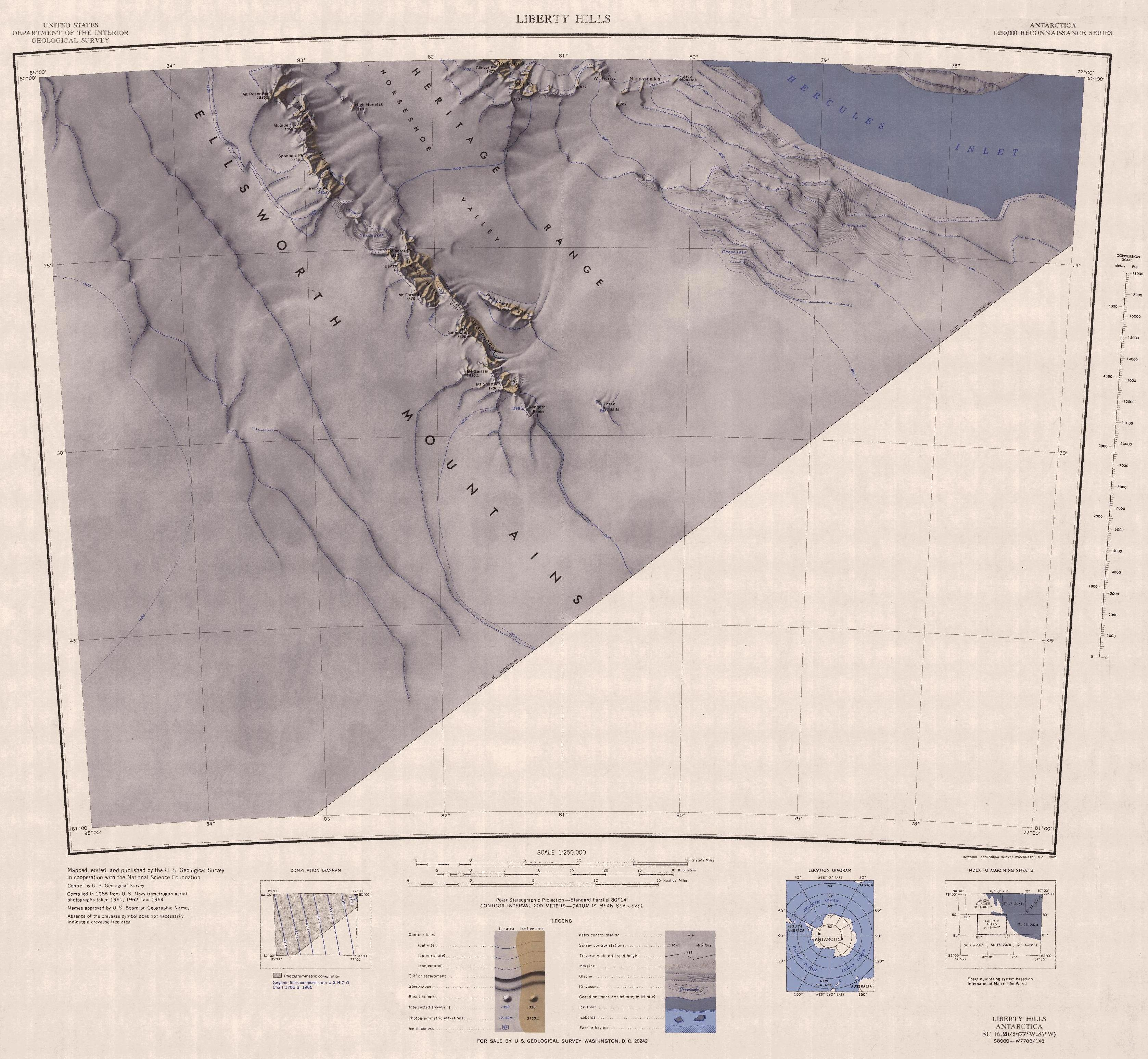
La parte meridionale della dorsale.